# Túnel d'Envalira
El túnel d'Envalira és un túnel de peatge entre les localitats andorranes de Grau Roig i el Pas de la Casa, just al costat de la frontera amb França, dins de la comuna nord-catalana de Porta, a l'Alta Cerdanya. Els dos pobles andorrans esmentats pertanyen a la parròquia andorrana d'Encamp.
El túnel, de 2 900 m de longitud i una alçada de 2 050 m, és el més alt dels túnels europeus més importants.
Evita el Port d'Envalira, que té un recorregut difícil o perillós, amb molts de cordons, i molt sovint tallat per la neu durant els durs hiverns. Està totalment situat al Principat d'Andorra, encara que porta a l'Alta Cerdanya.

## Característiques

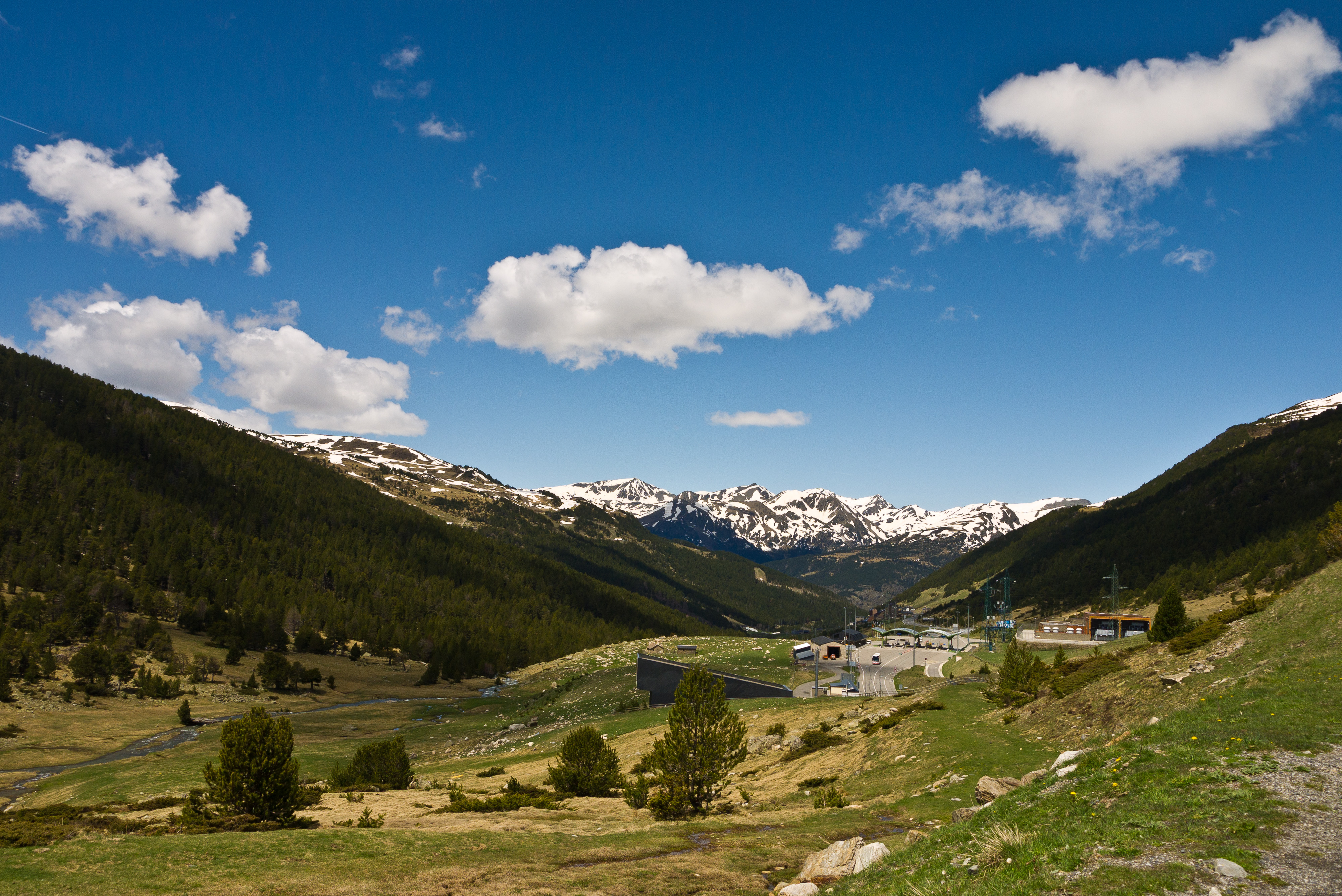
L'entrada oest al túnel, vista des de la carretera a Grau Roig.

És un túnel d'un sol tub, de doble sentit, amb una longitud de 2.879 metres. Està situat entre les cotes de 2043 i 2052 msnm. Va ser construït entre el 1999 i el 2002.
El túnel es troba totalment en territori andorrà, si bé l'accés est (costat del Pas de la Casa) es fa per un viaducte situat parcialment en territori de la comuna de Porta, de l'Alta Cerdanya. Aquest és un dels motius que van fer enretirar la localització de la duana francesa.